# Román Izmáilov
Román Ígorevich Izmáilov –en ruso, Роман Игоревич Измайлов– (Moscú, 12 de octubre de 1990) es un deportista ruso que compitió en saltos de plataforma.
Ganó una medalla de bronce en el Campeonato Mundial de Natación de 2015 y una medalla de plata en el Campeonato Europeo de Saltos de 2015.

## Palmarés internacional
| Campeonato Mundial | Campeonato Mundial | Campeonato Mundial | Campeonato Mundial     |
| Año                | Lugar              | Medalla            | Prueba                 |
| ------------------ | ------------------ | ------------------ | ---------------------- |
| 2015               | Kazán (Rusia)      | Medalla de bronce  | Plataforma 10 m sincro |
| Campeonato Europeo |                    |                    |                        |
| Año                | Lugar              | Medalla            | Prueba                 |
| 2015               | Rostock (Alemania) | Medalla de plata   | Plataforma 10 m sincro |